# Знайди мене, Льоню!
«Знайди мене, Льоню!» (рос. «Найди меня, Лёня!») — радянський художній фільм, поставлений на кіностудії «Ленфільм» у 1971 році режисером  Миколою Лебедєвим за мотивами повісті  Валентини Осєєвої «Дінка». Перша екранізація твору. Прем'єра фільму в СРСР відбулася 30 жовтня 1972 року.

## Сюжет
Росія початку XX століття. Підліток Льонька, який втік з баржі, що ходила по Волзі, жадібного та жорстокого купця, знайомиться з дівчинкою Діною, сім'я якої пов'язана з «політичними» — революціонерами, що поширюють серед робітників прокламації, і стає активним учасником цієї діяльності. Дружба з Дінкою допомагає йому не підвести товаришів, позбутися від донощика і знайти свій шлях у житті.

## У ролях
- Лариса Баранова —  Дінка
- Андрій Трофимов —  Льонька
- Ніна Веселовська —  Марина Володимирівна Арсеньєва
- Євгенія Вєтлова —  Катя
- Анатолій Пузирьов —  Костя
- Віктор Чекмарьов —  Гордій Захарович
- Олександр Дем'яненко —  донощик
- Олександр Афанасьєв —  Митрич
- Андрій Грецов —  Мінька
- Віктор Єлізаров —  Трошка
- Ірина Вєнчикова —  Аліна, старша сестра Дінки
- Ганна Алексахіна —  Мішка, середня сестра Дінки

## Знімальна група
- Автор сценарію —  Борис Вахтін
- Режисер-постановник —  Микола Лебедєв
- Головний оператор —  Семен Іванов
- Головний художник —  Олексій Федотов
- Композитор —  Володимир Маклаков